# Élie Cartan
Élie Joseph Cartan (9. duben 1869, Dolomieu – 6. květen 1951, Paříž) byl francouzský matematik. Od roku 1912 profesor matematiky na Sorbonně, od roku 1945 člen Francouzské akademie věd. Věnoval se komplexní projektivní geometrii, teorii invariantů transformačních grup a budování aparátu diferenciální geometrie (vnějších diferenciálních systémů, metodě pohyblivého repéru aj). Od 20. let se soustředil na bádání v oblasti topologie. Vypracoval významnou a klíčovou klasifikaci pro Lieovy grupy. Rozvíjel i matematickou fyziku, zejména teorii relativity. Jeho syn Henri Cartan se stal rovněž významným matematikem a nositelem Wolfovy ceny.